# Municipio de West Lampeter
El municipio de West Lampeter (en inglés: West Lampeter Township) es un municipio ubicado en el condado de Lancaster, en el estado estadounidense de Pensilvania. En el censo del año 2010 tenía una población de 15.209 habitantes. Tiene una población estimada, a mediados de 2019, de 15.950 habitantes.

## Geografía
El municipio de West Lampeter se encuentra ubicado en las coordenadas 39°59′00″N 76°13′59″O / 39.98333, -76.23306.

## Demografía
Según la Oficina del Censo en 2000 los ingresos medios por hogar en la localidad eran de $50,063 y los ingresos medios por familia eran de $55,625. Los hombres tenían unos ingresos medios de $36,935 frente a los $25,402 para las mujeres. La renta per cápita de la localidad era de $20,412. Alrededor del 4,1% de la población estaba por debajo del umbral de pobreza.